# Соло

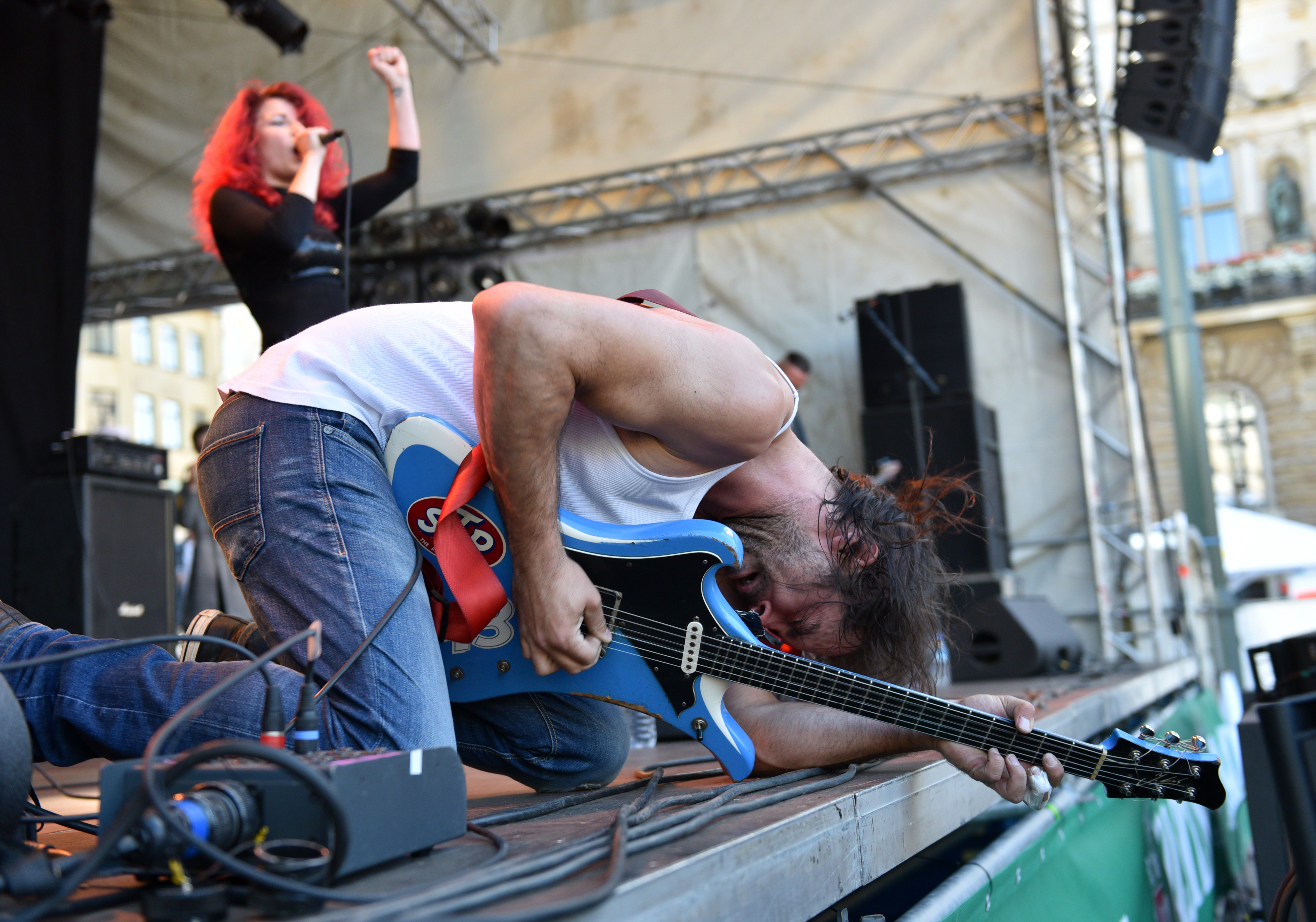
Рок-музыкант из группы Bonsai Kitten исполняет гитарное соло

Со́ло (итал. solo — «один») — исполнение всего музыкального произведения или его ведущей тематической партии одним голосом, человеком или инструментом, противоположность понятию тутти.
Исполнитель или исполнительница такой сольной партии называется солист или солистка.
Если при коллективном исполнении музыкального произведения (например, хором, оркестром) один голос получает преобладающее значение в смысле ведения главной темы данного произведения, то над этим голосом в партитуре исполняемого произведения ставят слово-знак Solo.
Понятие «соло» относится также и к искусству танцевальному: например, «сольный номер в балете».
В рок-музыке термин «соло» означает гитарный проигрыш, развивающий основной мотив песни. Чаще всего соло вставляется в середине песни или ближе к концу. В хеви-метале соло, как правило, продолжительные и могут длиться от одной—двух до пяти минут, а то и шести минут (как, например, в песне группы Deep Purple «Child in Time»). В альтернативном роке часто можно встретить короткие соло, порой всего лишь несколько тактов длиной.